# Субвентрикулярная зона

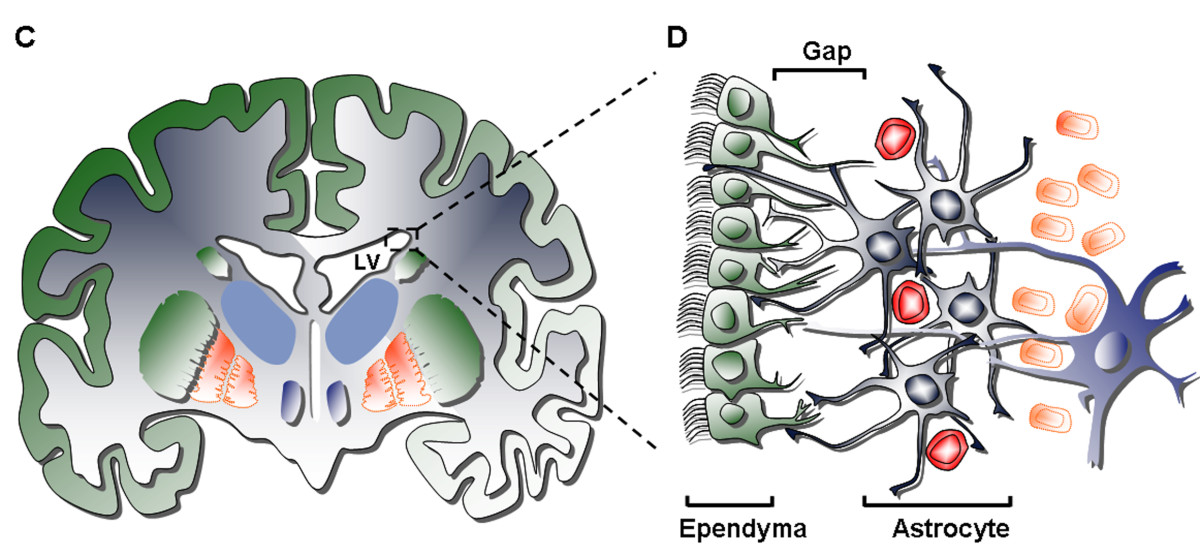
Субвентрикулярная зона в мозге человека. Фрагмент иллюстрации из статьи Oscar Arias-Carrión, 2008.

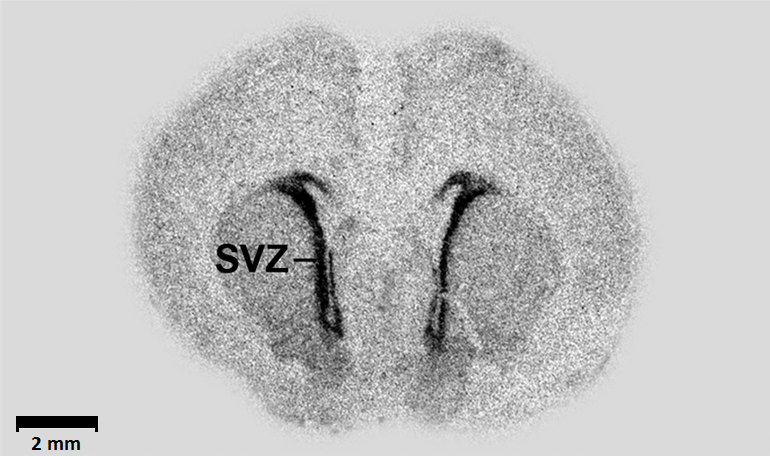
Эмбрион крысы, срез мозга. Высокая концентрация маркера, связывающего эмбриональные формы ГАМК-производящего фермента глутаматдекарбоксилазы-67 (GAD67), наблюдается в районе субвентрикулярной зоны. Изображение из статьи Popp et al., 2009.

Субвентрикулярная зона, или Субэпендимная зона (англ. Subventricular zone, SVZ) в эмбриональном мозге — это область первичной миграции нейро- и глиобластов из вентрикулярной герминативной зоны [Викторов, 2001]. Вместе они составляют боковую стенку желудочков мозга. В головном мозге взрослых млекопитающих стенка желудочков состоит из слоя эпендимоцитов и клеток в субэпендимном слое. Суммарно эти два слоя называют перивентрикулярной [Викторов, 2001] или субвентрикулярной [Doetsch et al., 1999] зоной. Субвентрикулярная зона простирается вдоль большей части латерально расположенной внутренней поверхности боковых желудочков мозга. Наряду с субгранулярной зоной зубчатой извилины гиппокампа, субвентрикулярная зона является источником новых нейронов на протяжении всей взрослой жизни организма (см. нейрогенез во взрослом мозге). Она содержит самую крупную популяцию пролиферирующих клеток во взрослом мозге грызунов (,,3), обезьян (,5,6,7,8,9) и человека (,11). У некоторых животных, ростральный миграционный тракт соединяет субвентрикулярную зону с обонятельной луковицей и служит путём тангенциальной миграции нейробластов.
В субвентрикулярной зоне выделяют четыре типа клеток:
- Реснитчатые эпендимоциты типа E, обращённые в полость желудочка и стимулирующие циркуляцию цереброспинальной жидкости.
- Пролиферирующие нейробласты типа А, объединяющиеся в цепочки и мигрирующие по направлению к обонятельной луковице. Отличительной чертой этих клеток является экспрессия ими белков PSA-NCAM, Tuj1 (Class III β-Tubulin), и Hu.
- Медленно пролиферирующие клетки типа B, образующие глиальные трубки, внутри которых происходит миграция нейробластов типа A. Для них характерна экспрессия белков нестина и GFAP.
- Активно пролиферирующие клетки типа С, образующие скопления между мигрирующими цепочками клеток типа A. Их отличает экспрессия нестина.

## Клиническое значение
По данным одного исследования, в мышиной модели глиобластомы, вызванной точечной делецией в гене p53, накопление мутантных белков p53 отмечается сначала в субвентрикулярной зоне, откуда и начинается распространение клеток прогениторно-подобного фенотипа, дающих начало опухоли.